# 水野素子
水野 素子（みずの もとこ、1970年〈昭和45年〉4月9日 - ）は、日本の政治家、中小企業診断士。
元参議院議員（1期）、元宇宙航空研究開発機構職員、元東京大学公共政策大学院非常勤講師、元慶應義塾大学法学部非常勤講師。

## 来歴
富山県下新川郡朝日町に生まれ、埼玉県久喜市で育つ。東京学芸大学附属高等学校を卒業後、1浪を経て、東京大学文科一類に入学。大学在学中に、AIESEC（国際交流サークル）、PHENIX（東大・早稲田合同テニスサークル）に所属し、ミス・ユニバース関東代表に選出されて1994年の全国大会に出場。 
東京大学法学部を卒業後、旧宇宙開発事業団（NASDA。現・宇宙航空研究開発機構（JAXA））に就職。法務・コンプライアンス課長、航空産業協力課長などの役職を歴任。入社後まもなく国際宇宙ステーション（ISS）に関する条約の交渉を担当し、その批准作業のため1997～1999年の間外務省本省（国際科学協力室）にNASDAから初めての出向として国会対応や外交交渉実務を担当。 
2000年に社内留学制度で選抜され、オランダのライデン大学へ留学し、1年で国際法学の修士課程を修了。帰国後、筑波宇宙センターに勤務し、ISSに関する法務や産業連携・利用促進のパイロット事業（世界初の本格宇宙CM「ポカリスエット」（電通との共同研究）、宇宙用ラーメン「スペース・ラム」（日清食品との共同研究）、宇宙アートなど）を担当。その成果をもとに2003年からは産学官連携部副課長として、宇宙ビジネスのすそ野を広げるための新規事業「宇宙オープンラボ」を立ち上げ、宇宙用下着の開発などの複数の宇宙ビジネスの立ち上げや創業支援に携わる。その時の経験をもとに、産業支援のスキルをさらに向上するため、仕事と育児の傍ら中小企業診断士の資格を2010年に取得。 宇宙を活用した地域振興にも携わり、自身が発案した種子島宇宙芸術祭は2017年から開始されている。
2007年には国際部副課長として欧米露との宇宙協力を担当。国際部在任中、2008年に長男、2011年に長女を出産。 
2012年に法務課長（後に法務・コンプライアンス課長）に就任、乳幼児の育児の傍ら管理職として、2016年に国会承認された宇宙活動法の法案検討などに携わる。また、男女共同参画推進室（兼務）として、宇宙航空業界における男女共同参画の推進を提言し、日本ロケット協会及び山崎宇宙飛行士をはじめ業界内の女性リーダーの協力を得て、「宙女」（そらじょ。日本ロケット協会男女共同参画委員会）を立ち上げた。 
2015年からは航空技術部門（調布）で航空産業協力課長として、中部航空特区支援、Mitsubishi SpaceJet支援、航空宇宙業界における産学官連携促進・人材育成事業などに携わる。 
2018年より調査国際部参事として、ISSに関する国際交渉・法務の経験を生かし、月火星探査に関する国際協力・法的検討を担当。
2019年、東北大学大学院法学研究科博士課程後期に進む。

### 2019年参院選、2021年衆院選
2019年5月22日、JAXAの立候補休職制度を利用し、第25回参議院議員通常選挙の候補者として国民民主党から公認を受け、東京都選挙区から出馬することが発表された。同年7月21日の参院選で187,667票を獲得するも落選。 
同年12月10日、東京16区を地盤とする衆議院議員の初鹿明博が強制わいせつ容疑で書類送検される。初鹿は12月24日付で立憲民主党を離党した。
2020年4月1日、国民民主党は素早く動き、水野を次期衆院選東京16区公認候補予定者に決定したと発表。
同年8月19日、国民民主党は両院議員総会を開き、立憲民主党と合流し新党を結成する案を賛成多数で可決。9月11日、国民民主党は解党を決定し、国に届け出た。9月13日、水野は、新しく結党された「立憲民主党」に参加すると自身のフェイスブックを通じて発表した。9月29日、立憲民主党は常任理事会を開き、水野を次期衆院選東京16区公認候補に内定した。
2021年10月、第49回衆議院議員総選挙に立憲民主党公認で東京16区から出馬。68,397票で次点となり、重複立候補していた比例東京ブロックでも落選。

### 2022年参議院議員選挙

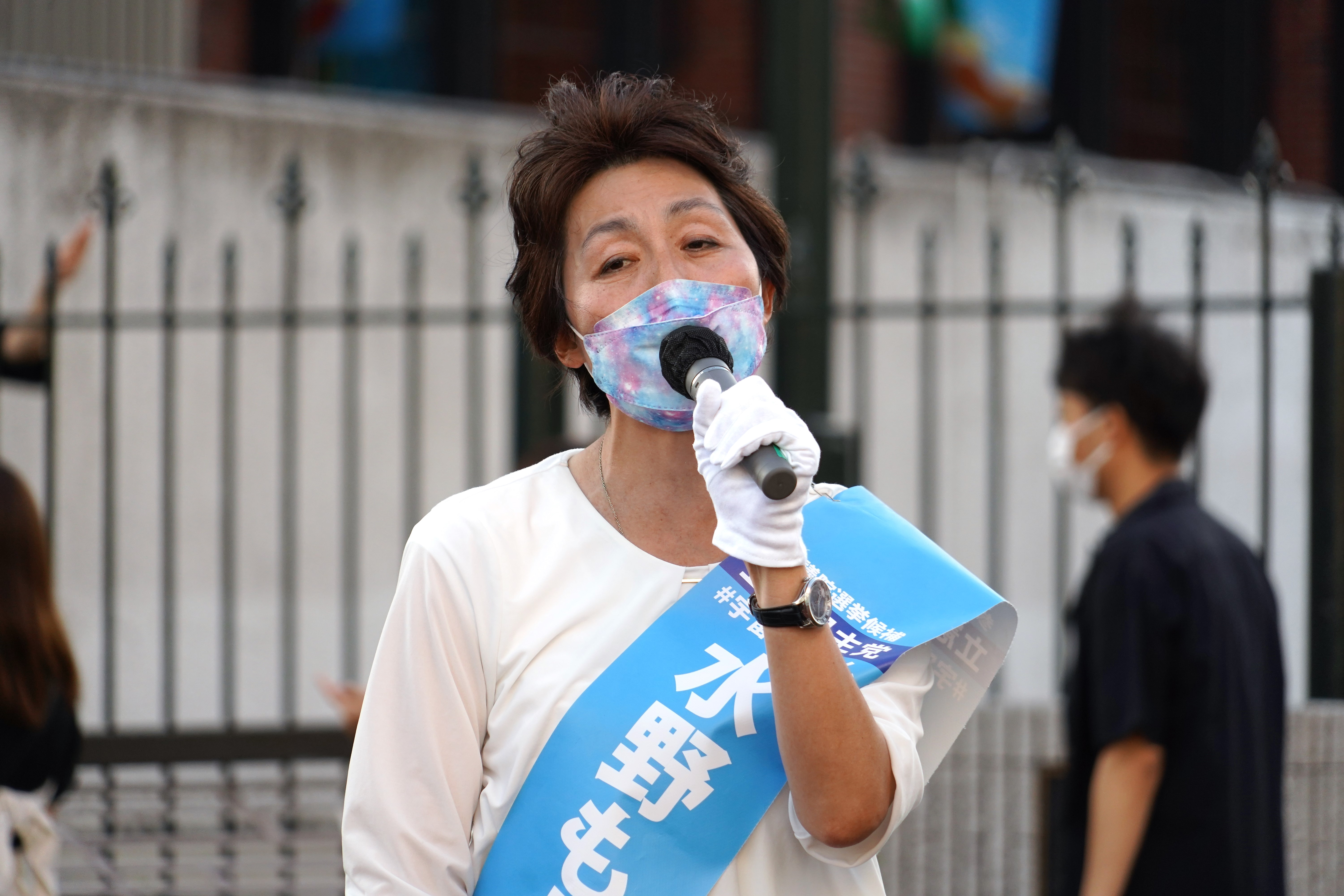
2022年、横浜駅西口の南幸橋で街頭演説をする水野

2022年3月7日、立憲民主党神奈川県連は、次期参院選の神奈川県選挙区の公認候補として、県議の寺崎雄介を擁立する方針を決めた。通常、神奈川選挙区の改選定数は「4」だが、前年に松沢成文が横浜市長選立候補（落選）により退職（自動失職）したことにより、2022年の参院選は非改選（2025年改選）の欠員1を補う合併選挙となる。計5人が当選することから、同党県連は2人擁立を目指した。3月22日、党幹事長の西村智奈美は国会内で開いた会見で、2人目の擁立について「必ず女性の候補者を擁立したい」と述べた。女性候補擁立は党県連代表の阿部知子の強い意向であった。本部と県連の一部から「候補者を一本化しないと共倒れしかねない」との意見が上がるが、阿部は「候補者の絞り込みを考えるほど肝は小さくない」と答えた。
同年3月18日、国民民主党は、元在米大使館職員の深作ヘススを擁立すると発表。4月6日、立憲民主党が同選挙区の2人目の公認候補として水野を擁立する方針を固めたことが、神奈川新聞の取材により明らかとなった。
県内の市民連合が連携した勝手連は「立民が候補を一本化し、社民党が立民や共産と協力して候補者を立てれば、2議席は不可能ではない」と考えていたが、その道はほぼ絶たれた。4月30日、日本共産党は党准中央委員の浅賀由香を擁立すると発表した。5月24日、連合神奈川は水野の推薦を決定し、寺崎に対しては推薦を出さなかった。連合の顔色をうかがう地方議員は水野の側に付いた。社民党はまとまらない立憲民主党を見て「護憲のための協力」を諦め、6月2日、政党要件維持のため県連副代表の内海洋一を擁立すると発表した。
党本部は公示前、寺崎への一本化を検討していた。しかし、事前に察知した阿部が反発。女性候補擁立を訴える阿部と、党歴が長い地元の仲間を重視する県連幹事長の滝田孝徳が対立し、互いに譲らぬまま6月22日の公示日を迎えた。市民連合も、候補の一本化や取り下げを立憲民主党と社民党に働きかけたが、聞き入れられることはなかった。
7月4日、党本部は各種情勢調査などを踏まえ、「共倒れになりかねない」と判断。幹事長の西村が県連代表の阿部らを呼び、「当選の可能性がより高い水野に支援を集中させる」と通告した。翌5日、阿部が党本部の方針を公表。「寺崎さんを切り捨てるのか」と、寺崎陣営のほか、有権者からも批判が殺到した。6日、寺崎は県庁で記者会見し、「強い憤りを感じる。支援者に申し訳なく、（党本部に）猛省を促したい」と述べた。会見に同席した選対本部長の青柳陽一郎は「誰も得しない」「事実上、一本化に見えるような誤解を生じることを公開するのは理解できない」と訴えた。寺崎陣営は西村に抗議文を送るが、西村は「降りろと言っているわけではない」と釈明した。
2022年7月10日の開票の結果、神奈川県選挙区の全候補者22人中5位の得票となり、任期3年の補欠で初当選した。寺崎は8位で落選した。自民党は三原じゅん子が1位、浅尾慶一郎が4位で2議席獲得した。公明党現職の三浦信祐も順調に3位で当選した。合併選挙の要因を作る形となった松沢成文は日本維新の会公認で同選挙に立候補し、2位当選となり改めて任期が6年となったのに対し、水野は5位の補欠当選となったため松沢の残余任期3年を引き継ぐ形となり、立憲民主党は共倒れは回避できたものの補欠当選の1議席にとどまった。東京新聞は選挙の検証記事で「相乗効果が発揮された自民とは異なり、立民は各陣営が身内の都合を優先して自滅へ突き進んだ」と論評した。
その後、水野の擁立を主導した阿部は同年9月の立憲民主党神奈川県連の代表選挙で、寺崎の選対本部長を務めた青柳に敗れている。寺崎は2023年神奈川県議会議員選挙で相模原市中央区選挙区から立憲民主党・社会民主党推薦の無所属で立候補し、2位で当選して県議に復帰した。参院選でのしこりから、2023年には神奈川県議会の立憲会派が3分裂した。寺崎陣営に近い県議が「立憲民主党・かながわクラブ」を、水野に近い県議が「立憲民主党」を、中間派が無所属議員らと「かながわ未来」を結成。2024年4月に会派「立憲民主党」が解散し、所属していた10人中7人が「かながわクラブ」へと合流したが、残る3名は1人会派などを結成。「かながわ未来」も合流を見送った。
水野は第213回国会では、参議院外交防衛委員会、予算委員会、政府開発援助等及び沖縄・北方問題に関する特別委員会、外交・安全保障に関する調査会に所属。
2024年12月17日、立憲民主党は翌年7月の第27回参議院議員通常選挙神奈川県選挙区に水野を擁立する方針を固めたと報じられた。
2025年5月14日、週刊文春の電子版は、水野の秘書11人が、水野の初当選から2年10か月の間に事務所を退職していると報じた。文春は見出しに「宇宙かあさんパワハラ常習犯」と掲げた。同月16日、水野が参院選への立候補を辞退する意向を固め、党に伝えたことが報じられた。立憲民主党は同月20日の常任幹事会で水野の公認内定を取り消した。

## 政策・主張

### 憲法
- 憲法改正について、2019年のアンケートで「どちらかと言えば賛成」と回答[34]。2021年の朝日新聞社のアンケートでは回答しなかった[35]。同年のNHKのアンケートで「どちらとも言えない」と回答[36]。2022年のNHKのアンケートで「どちらとも言えない」と回答[37]。同年の毎日新聞社、読売新聞社のアンケートで「反対」と回答[38][39]。
- 憲法9条への自衛隊の明記について、2021年のアンケートで回答しなかった[36]。9条への自衛隊の明記について、2022年のNHK、日本テレビのアンケートで「反対」と回答[37][40]。
- 憲法を改正し緊急事態条項を設けることについて、2021年の毎日新聞社のアンケートで回答しなかった[41]。2022年のNHKのアンケートで「反対」と回答[37]。

### 外交・安全保障
- 「他国からの攻撃が予想される場合には敵基地攻撃もためらうべきではない」との問題提起に対し、2021年のアンケートで回答しなかった[35]。敵基地攻撃能力を持つことについて、2022年のNHKのアンケートで回答しなかった[37]。
- 「北朝鮮に対しては対話よりも圧力を優先すべきだ」との問題提起に対し、2019年のアンケートで「どちらかと言えば反対」と回答[34]。2021年のアンケートで回答しなかった[35]。
- 普天間基地の辺野古移設について、2021年のアンケートで回答しなかった[35]。
- 米軍の核兵器を国内に配備して共同運用する「核シェアリング」について、2022年の日本テレビのアンケートで「反対」と回答[40]。
- ロシアは2022年2月24日、ウクライナへの全面的な軍事侵攻を開始した[42]。日本政府が行ったロシアに対する制裁措置についてどう考えるかとの問いに対し、2022年のNHKのアンケートで「さらに強めるべきだ」と回答[37]。
- 2022年6月7日、政府は経済財政運営の指針「骨太方針」を閣議決定した。NATO加盟国が国防費の目標としている「GDP比2％以上」が例示され、防衛力を5年以内に抜本的に強化する方針が明記された[43]。「防衛費を今後どうしていくべきだと考えるか」との問いに対し、2022年のNHKのアンケートで回答しなかった[37]。
- 徴用工訴訟問題や慰安婦問題などをめぐり日韓の対立が続くなか、関係改善についてどう考えるかとの問いに対し、2022年の毎日新聞社のアンケートで「互いに譲歩すべきだ」と回答[38]。

### ジェンダー
- 選択的夫婦別姓制度の導入について、2019年の朝日新聞社、2021年のNHK、2022年のNHKのアンケートで「賛成」と回答[34][36][37]。
- 同性婚を可能とする法改正について、2019年の朝日新聞社、2021年のNHK、2022年のNHKのアンケートで「賛成」と回答[34][36][37]。
- 「LGBTなど性的少数者をめぐる理解増進法案を早期に成立させるべきか」との問題提起に対し、2021年のアンケートで回答しなかった[35]。
- クオータ制の導入について、2021年、2022年のアンケートで「賛成」と回答[36][37]。

### その他
- アベノミクスについて、2019年のアンケートで「どちらかといえば評価しない」と回答[34]。
- 森友学園への国有地売却をめぐる公文書改竄問題で、2021年5月6日、国は「赤木ファイル」の存在を初めて認めた[44]。しかし5月13日、菅義偉首相はファイルの存在を踏まえた再調査を行わない考えを報道各社に書面で示した[45]。9月の自民党総裁選挙で総裁に選出された岸田文雄も10月11日、衆議院本会議の代表質問で再調査の実施を否定した[46]。国の対応をどう考えるかとの同年の毎日新聞社のアンケートに対し回答しなかった[41]。
- 「原子力発電への依存度について今後どうするべきか」との問題提起に対し、2021年のアンケートで「下げるべき」と回答[36]。
- 「治安維持のためプライバシーや個人の権利の制約は当然だ」との問題提起に対し、2019年のアンケートで「どちらとも言えない」と回答[34]。
- 消費税率を10％より高くすることについて、2019年のアンケートで「どちらとも言えない」と回答[34]。

## エピソード
- 2018年の政治分野における女性活躍推進法の成立により、女性議員発掘をしていた国民民主党から出馬の打診を受ける。宇宙機関での法政策検討実務で携わった社会人としての課題意識と、母として、生活人としての課題意識の両方を政治活動の目標としており、それを体現するために仲間がつけた「宇宙かあさん」のニックネームで政治活動を行っている。
- ISSをはじめとしたNASAなどとの国際交渉に携わっており、ハードネゴシエイターとしても知られる。NASA法務局長から感謝状を贈呈されている。
- 後援会長は亀井亜紀子の叔母である[47]。
- 宇宙空間（ISS）での世界初の本格的宇宙CM撮影（ポカリスエット）、宇宙下着などの先駆的な宇宙ビジネス事業を複数立上げており、堀江貴文が宇宙ロケット事業を開始する際に協力した経緯もある（堀江は「宇宙オープンラボ」アドバイザの一人でもある）。
- 自身が企画し、山崎直子宇宙飛行士などの賛同を得て立ち上げた「宙女」（そらじょ）において、宙女マークを創るワークショップや次世代への講演会など、女性活躍推進活動に有志で取り組んでいる。
- ISSでの芸術実験に携わった経緯から、宇宙と芸術に関心のある人が集う有志コミュニティ（beyond）を立上げ、現代美術館での宇宙アート展などの企画協力も行っている。また、ISS利用多様化を2001年に担当した際、アドバイザーの一人であった北川フラムがディレクターを務める大地の芸術祭に触発され、「宇宙の島」種子島で宇宙と芸術での地域振興を目指す芸術祭を構想。Beyondをはじめとする有志で準備チームを立ち上げた。種子島宇宙芸術祭は2017年から正式に開始されている（現在もアドバイザーとして協力）。
- 宇宙法に関する日本有数の実務研究者であり、東京大学公共政策大学院、慶応大学法学部など複数の大学で非常勤講師として宇宙法の教育や研究に携わる。2019年4月に東北大学大学院法学研究科博士後期課程に入学し、現在も研究を続けている。航空宇宙学会の宇宙法政策委員会委員長（初代）を務め、論文執筆は多数、著作として「宇宙ビジネスのための宇宙法入門」（有斐閣、共著）、「宇宙旅行入門」（東京大学出版会）。
- 長男の入学時に居住自治体（武蔵野市）では学童クラブが保育園よりも1時間以上早い18:00に閉所することを知り、署名を集めて市長との面会や市議会への陳情（2回）を行い、19:00までの時間延長を実現した。これを機に、諦めずに行動すれば社会を変えられると実感し、赤松政経塾などで政治を学び始める[要出典]。

## 選挙
| 当落 | 選挙                     | 執行日         | 年齢 | 選挙区         | 政党       | 得票数     | 得票率 | 定数 | 得票順位 /候補者数 | 政党内比例順位 /政党当選者数 |
| ---- | ------------------------ | -------------- | ---- | -------------- | ---------- | ---------- | ------ | ---- | ------------------ | ---------------------------- |
| 落   | 第25回参議院議員通常選挙 | 2019年07月21日 | 49   | 東京都選挙区   | 国民民主党 | 18万6667票 | 3.25%  | 6    | 9/20               | /                            |
| 落   | 第49回衆議院議員総選挙   | 2021年10月31日 | 51   | 東京都第16区   | 立憲民主党 | 6万8397票  | 29.80% | 1    | 2/5                | 7/4                          |
| 当   | 第26回参議院議員通常選挙 | 2022年07月10日 | 52   | 神奈川県選挙区 | 立憲民主党 | 39万4303票 | 9.64%  | 5    | 5/22               | /                            |